# Kwesi Arthur
Emmanuel Kwesi Danso Arthur, noto semplicemente come Kwesi Arthur (Tema, 18 dicembre 1994), è un rapper e cantante ghanese.

## Biografia
Kwesi Arthur, vincitore di due Vodafone Ghana Music Awards, ha ricevuto una candidatura per un MTV Africa Music Award nel 2021. L'anno seguente viene pubblicato il suo album in studio d'esordio, intitolato Son of Jacob e contenente dodici tracce. Il successo riscosso dal disco gli ha fruttato sei nomination agli annuali Vodafone Ghana Music Awards, tra cui quella alla miglior collaborazione per DJ Breezy.

## Discografia

### Album in studio
- 2022 – Son of Jacob

### Album dal vivo
- 2019 – Live from Nkrumah Krom Vol II: Home Run

### EP
- 2019 – Live from Nkrumah Krom

### Singoli
- 2017 – 8pm in Tema
- 2018 – Anthem
- 2018 – No Title
- 2018 – Woara
- 2018 – Don't Keep Me Waiting (feat. Kidi)
- 2018 – Fever (con Rayf)
- 2018 – Porpi
- 2018 – African Girl (feat. Shatta Wale)
- 2018 – This Is Not the Tape, Sorry 4 the Wait
- 2019 – Pilolo (con GuiltyBeatz e Mr Eazi)
- 2019 – One Stone
- 2019 – Que sera (con Vision DJ, Dice Ailes e Medikal)
- 2019 – Fire in the Booth, Pt.1 (con Charlie Sloth)
- 2019 – All over You (con Wale Kwame, Davido e Shizzi)
- 2019 – Elevate
- 2019 – Who da Man (con Sarkodie)
- 2019 – Zombie
- 2019 – Superman (con Twitch 4Eva e Kidi)
- 2019 – Don't Stress (con Nana Rogues e Stonebwoy)
- 2019 – Jungle (con Smile Daviz)
- 2019 – Nkwasiasem (feat. Lil Win & Bisa Kdei)
- 2019 – Dripping (con Mugeez e DJ Mic Smith)
- 2020 – Revolution Sound
- 2020 – Why (Nana ama)
- 2020 – Turn On the Lights
- 2020 – Kiss & Tell (con Lekaa e Peruzzi)
- 2020 – This Is Not the Tape, Sorry 4 the Wait II
- 2020 – Baajo (con Joeboy)
- 2021 – Door (con Joeboy)
- 2021 – Winning (feat. Vic Mensa)
- 2021 – Coachella (con Sarkodie)
- 2021 – Dance with You (con Camidoh)
- 2021 – Ghetto Vigilante (con Uche B)
- 2021 – John Wick (Freestyle)
- 2021 – Different (con Medikal)
- 2021 – Celebrate (con Teni)
- 2023 – Penny
- 2023 – Loco loco (con Gemini Major e Rowlene)
- 2023 – 4Lyfe
- 2023 – Kame Beach (con Hang Dynasty e B.o.B feat. DJ Kash)
- 2024 – Jungle Music, Pt.1 (con IDK)
- 2024 – Who Dat Boy? (con Free the Youth)